# Teófilo I de Jerusalém
Teófilo I de Jerusalém foi o patriarca de Jerusalém entre 1012 e 1020.

## Vida e obras
Teófilo era bispo de Hibal antes de ser ser apontado como patriarca por Almuraffije ibne Aljarrá, o governador da Síria. A sua elevação ocorreu durante reinado do califa fatímida de Aláqueme Biamir Alá, um muçulmano fanático que ordenou, em 1009, a destruição da Igreja do Santo Sepulcro. Almuraffije sugeriu que comunidade cristã deveria ser autorizada a reconstruir a igreja destruída, porém, Aláqueme, ao saber da ideia, ficou furioso e declarou guerra a Almuraffije, enviando seus exércitos à Síria e à Palestina. Almuraffije logo morreu e o seu filho, juntamente com Teófilo, tiveram que fugir. Em 1013, após a escolha de um novo governador, mais amigável, Teófilo pôde retornar e permaneceu em Jerusalém até a sua morte, em 1020.